# Ngultrum
Ngultrum – oficjalna waluta Bhutanu, wprowadzona w 1974, sztywno związana z rupią indyjską w stosunku 1:1, która także jest legalnym środkiem płatniczym w Bhutanie. Ngultrum jest akceptowany w tych stanach Indii, które graniczą z Bhutanem, lecz nie jest akceptowany w pozostałej części Indii.
Ngultrum nie ma bezpośrednich kursów z innymi walutami, a wszystkie transakcje walutowe dokonywane są za pośrednictwem rupii indyjskiej.
W obiegu występują monety o nominałach: 5 (emisja zakończona), 10 (emisja zakończona), 20, 25, 50 czetrum oraz 1 ngultrum, a także banknoty o nominałach: 1, 5, 10, 20, 50, 100, 500, oraz 1000 ngultrum.
kod według standardu ISO 4217-BTN to 1 BTN = 100 czetrum.